# زنجیره بحرانی مدیریت پروژه
زنجیره بحرانی مدیریت پروژه (CCPM) روشی برای برنامه‌ریزی و مدیریت پروژه هاست که تاکیدش بر منابع مورد نیاز در اجرای پروژه‌است. این روش توسط Eliyahu M. Goldratt توسعه داده شد. این روش در تقابل با روشهای سنتی‌تر PERT و مسیر بحرانی است، که تاکیدشان بر ترتیب انجام کار و زمان‌بندی انعطاف‌ناپذیر است. یک شبکه پروژه زنجیره بحرانی به تسطیح منابع گرایش دارد، اما نیاز به این است که منابع در زمان شروع شان انعطاف‌پذیر باشند و سرعت تعویض بین کارها و زنجیره کارها زیاد باشد تا پروژه در زمان‌بندی باشد.

## منشأ
زنجیره بحرانی مدیریت پروژه بر اساس روشها و الگوریتم‌های حاصل از نظریه محدودیت هاست. ایده CCPM در سال ۱۹۹۷ در کتاب «زنجیره بحرانی» نوشته Eliyahu M. Goldratt معرفی شده‌است. با این روش پروژه‌ها، ۱۰ تا ۵۰ درصد زودتر یا ارزانتر از روش‌های سنتی رایج از سال ۱۹۱۰ تا ۱۹۵۰ (مثلاً روش‌های CPM, PERT , Gantt و …) انجام می‌گیرند، که همین موضوع سبب افزایش اعتبار آن شده‌است.
مطالعات فراوان گروه استندیشref از سال ۱۹۹۸ بر روی روش‌های سنتی مدیریت پروژه نشان می‌دهد که فقط ۴۴٪ پروژه‌ها به موقع تمام می‌شوند و پروژه‌ها معمولاً در ۲۲۲٪ مدت زمان برنامه‌ریزی، با ۱۸۹٪ بودجه تعیین شده به پایان می‌رسند، ۷۰ درصد از نظر تکنیکی پایین‌تر از حوزه کار تعریف شده قرار می‌گیرند و ۳۰٪ قبل از اتمام ملغی می‌شوند.